# Șiria (gmina)
Șiria – gmina w Rumunii, w okręgu Arad. Obejmuje miejscowości Galșa, Mâsca i Șiria. W 2011 roku liczyła 8103 mieszkańców.